# Volkswagen de México
Volkswagen de México, S.A. de C.V., es la subsidiaria mexicana de la empresa multinacional alemana fabricante de automóviles Volkswagen establecida 1964 en el municipio de Cuautlancingo, Puebla, donde aproximadamente laboran unas 14 000 personas lo que la convierte en uno de los complejos automotrices más grandes de México y la segunda planta más grande del mundo del consorcio fuera de Alemania. Los primeros autos salieron en 1968 de sus líneas de producción. La planta de Volkswagen de México es la empresa más grande de Puebla, Puebla. En esta fábrica fue producido el Volkswagen Sedán hasta el 30 de julio de 2003. Actualmente, se producen los modelos de autos sedán Jetta, así como los SUVs Taos y Tiguan. Anteriormente, también se producían el Beetle, Golf y Golf Variant, hasta 2021, cuando terminó la producción de dicho hatchback.
La planta de Puebla, Puebla tiene gran importancia estratégica para el Grupo Volkswagen ya que el 80% de los vehículos producidos se destinan a la exportación a más de 120 países del mundo. A partir del año 2000, se redujo la producción debido a las bajas ventas que se experimentaban en los Estados Unidos. En años posteriores, se volvió a aumentar nuevamente alcanzando la cantidad de más de 600,000 vehículos producidos en 2012. El 13 de agosto de 2013 salió de la línea de producción el Volkswagen 10 millones producido en México, un Beetle GSR.
Después de General Motors de México y Nissan Mexicana, Volkswagen de México se ha posicionado con la tercera posición de ventas en el mercado mexicano durante el primer semestre de 2015, consiguiendo una participación en el mercado mexicano de 16.6%.

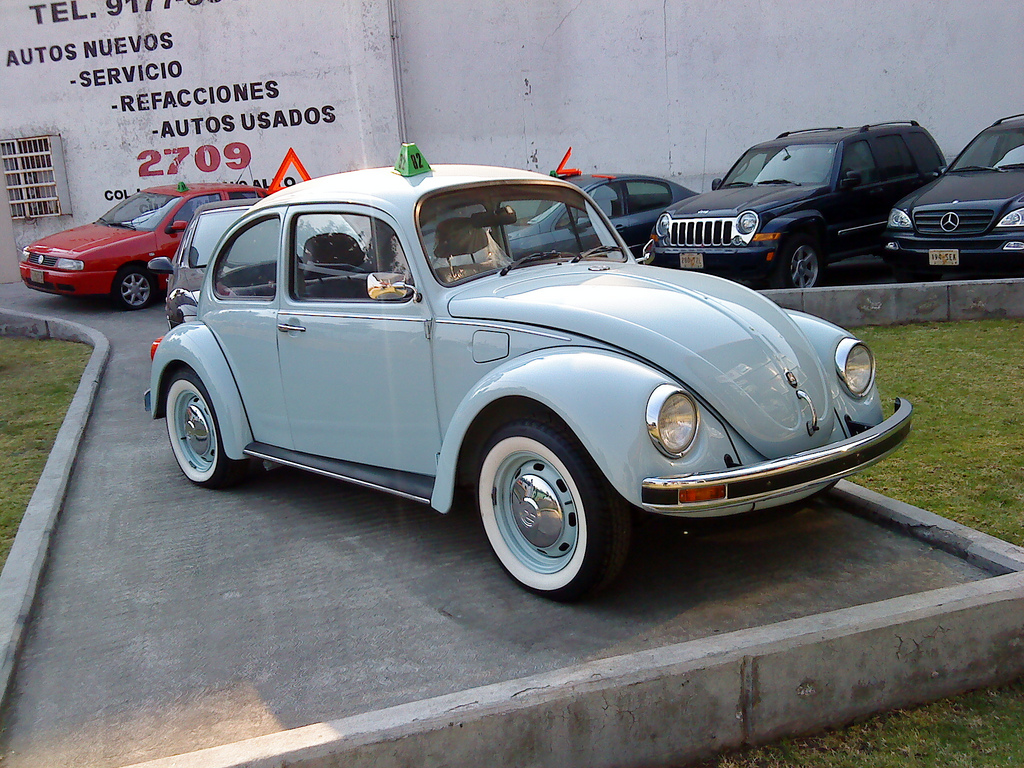
Volkswagen Sedán Última Edición, la versión especial con la que se cerró el ciclo de 21'529,464 unidades en 2003 del mundialmente conocido Volkswagen Sedán o Escarabajo. A partir de 1996, fue producido en exclusiva por Volkswagen de México, S.A. de C.V..

Del volumen total de producción, 378 288 unidades fueron destinadas a los mercados de exportación; 152 562 se enviaron a Europa, 156 032 a los Estados Unidos y Canadá, otras 48 726 unidades a Sudamérica y 20,968 adicionales al mercado asiático. Las 72 514 unidades que complementan el volumen total se vendieron en el mercado mexicano.

## Historia y cronología de Volkswagen en México

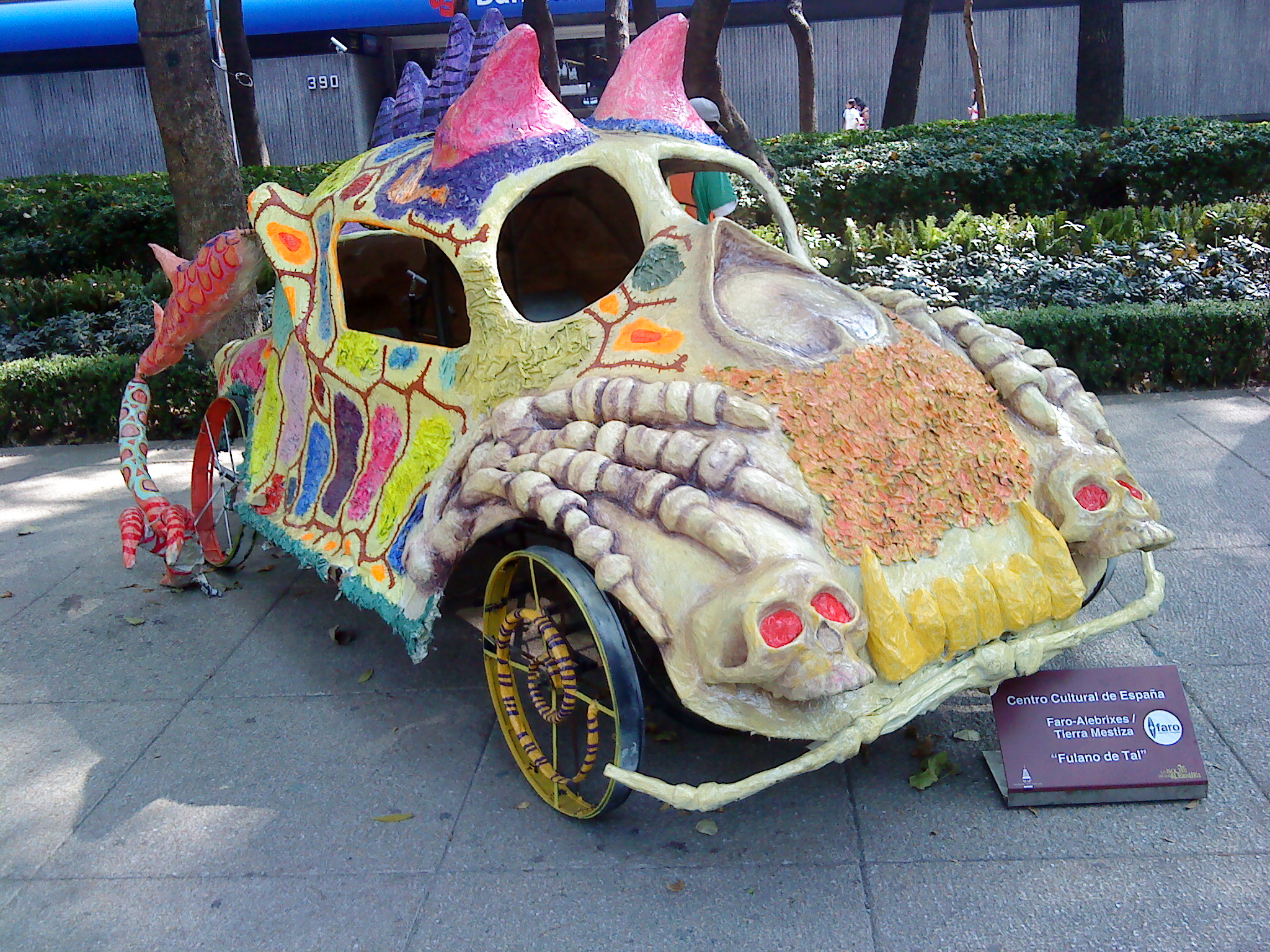
El Volkswagen Sedán o Vocho es un auto importante no sólo para Volkswagen sino para el pueblo mexicano. En la imagen, un alebrije con su forma.

- 1954 En marzo, a través de la exposición "Alemania y su industria" llegan los primeros automóviles de la marca a México. Se funda Volkswagen Mexicana, S.A.[7]

- 1955 Alfonso de Hohenlohe funda la primera concesionaria Distribuidora Volkswagen Central, S.A.. Se ensamblan los primeros 250 vehículos a través de la planta de Automex. En junio, se firma un contrato con Studebaker-Packard de México para el ensamble del Volkswagen Sedán, mismo que tiene vigencia hasta octubre del año 1961.

- 1962 Se establece la primera planta propia en la Zona Industria De Xalostoc, en Ecatepec, Estado de México, la cual recibe el nombre de PROMEXA (Promotora Mexicana de Automóviles), iniciando actividades en junio de ese año, a un ritmo de 10 automóviles al día.

- 1964 En enero, se constituye la empresa Volkswagen de México, S.A. de C.V.

- 1965 En junio, comienzan los trabajos de construcción de la planta de Volkswagen de México en las afueras de la ciudad de Puebla, en un terreno de 2 millones de metros cuadrados.

- 1967 El 23 de octubre, se produce el primer Volkswagen Sedán en la planta de Puebla.

- 1968 Se produce el Volkswagen Sedán número 100,000 en México.

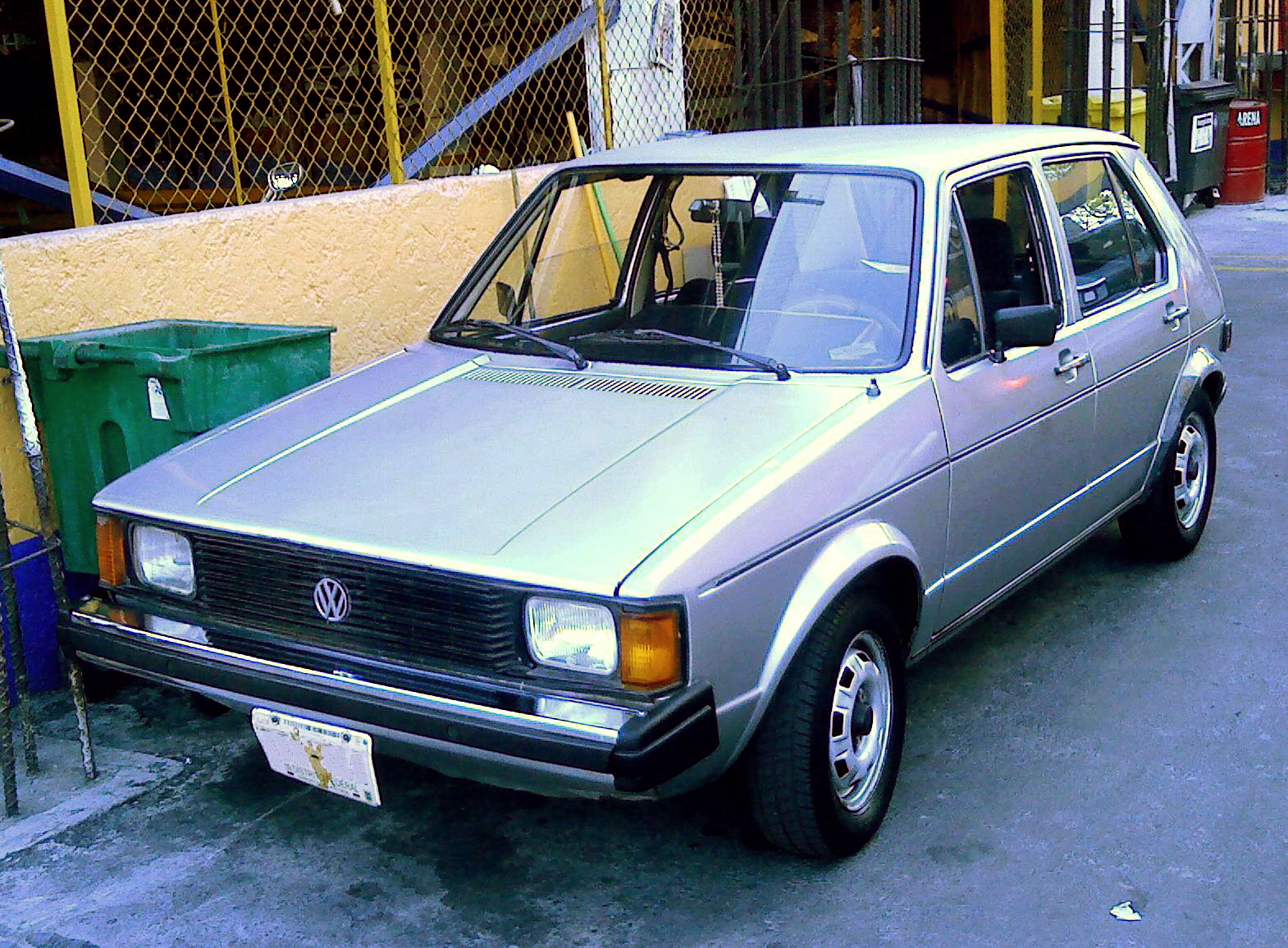
Volkswagen Caribe. Un automóvil que revolucionó a Volkswagen de México con un gran éxito. En la imagen un modelo 1982, donde se observa el rediseño de 1981.

- 1970 En octubre, arranca la producción de la Combi, mientras que en noviembre comienza la producción del Safari.

- 1971 Se festeja en este año la producción del Volkswagen Sedán número 200,000 en México. En este mismo año, el Volkswagen Sedán es seleccionado por el Departamento del Distrito Federal para servir como transporte público, introduciéndose así el Minitaxi en la Ciudad de México.

- 1973 En marzo, se lleva a cabo la primera exportación de vehículos fabricados en México a los Estados Unidos, se trató de 50 unidades del modelo Safari. Se introduce al mercado la Panel, versión de carga de la Combi.

- 1974 Arrancó la producción del Brasilia.

- 1975 El 15 de mayo, se produce la unidad número 500,000 en México.

- 1976 En este año se inicia la producción de la Hormiga.

- 1977 En marzo, arranca la producción del Golf en su primera generación, conocido en México como Caribe.

- 1978 Se inicia la exportación del Volkswagen Sedán hecho en México a varios mercados europeos, entre ellos Italia, Bélgica y Alemania.

- 1980 En abril, de inaugura la nave de motores, que a partir de entonces se encargaría de producir 1,200 motores enfriados por agua, y 400 enfriados por aire al día. En septiembre, se produce la unidad 1'000,000 del Volkswagen Sedán en México.

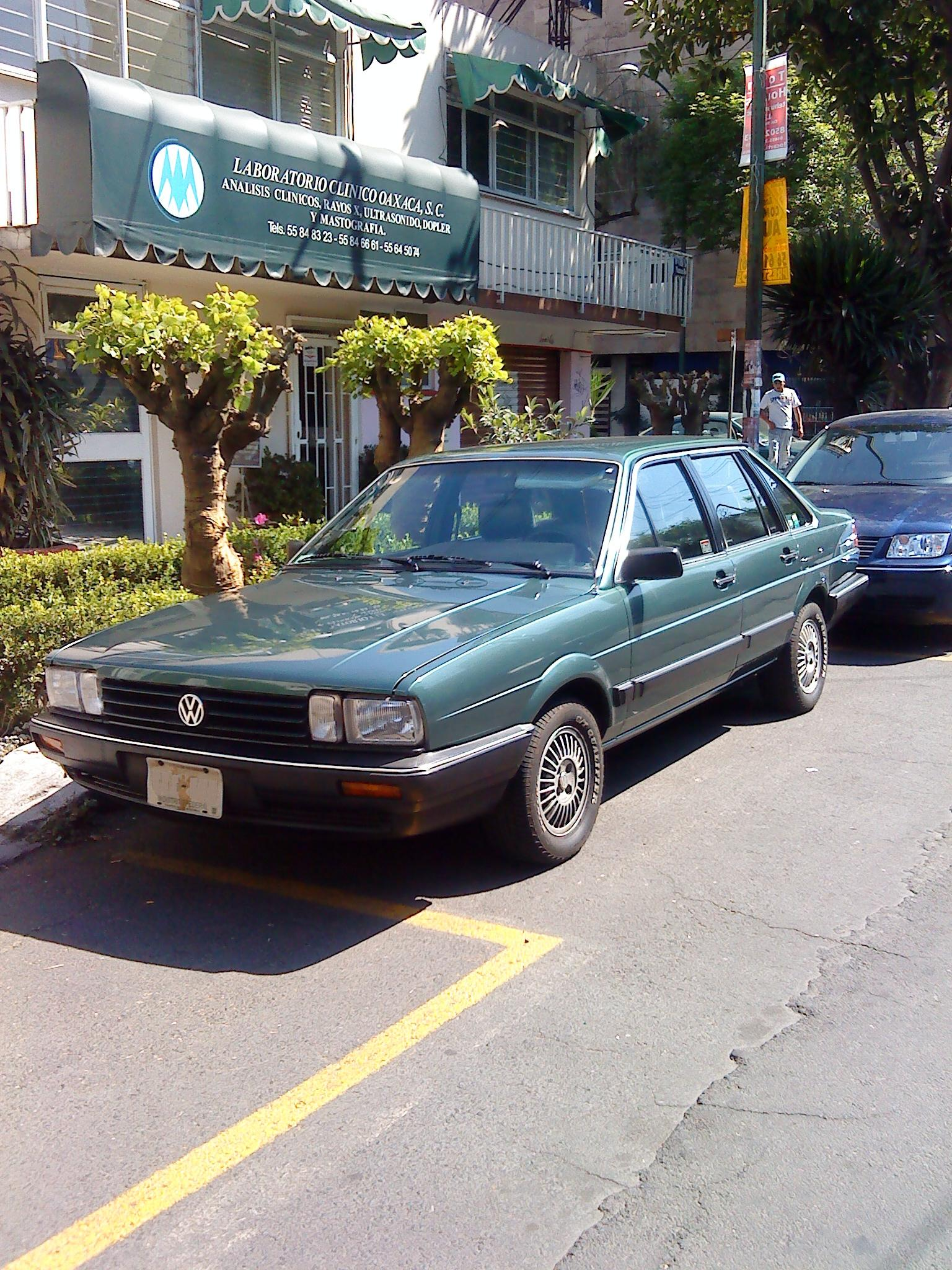
Volkswagen Corsar CD. Un automóvil que a pesar de su breve periodo de comercialización ganó muchos adeptos en México.

- 1981 En febrero, se produce y lanza al mercado el Atlantic (primera generación del Jetta), en abril comienza la producción de motores enfriados por agua. El 15 de mayo sale de las líneas de producción de Puebla, el Volkswagen Sedán número 20'000,000 a nivel mundial.

- 1984 En marzo, inicia la producción del Corsar CD, en abril es lanzado el "Caribe GT" y en mayo el "Atlantic GLS", reafirmando con estas versiones deportivas, la sólida posición de estos modelos en el mercado mexicano.

- 1985 Se termina la exportación del Volkswagen Sedán a Alemania, con la edición limitada Jubilee Käfer con 3,150 unidades.

- 1986 En marzo, se presenta "Corsar Variant" consolidando a este modelo como uno de los principales automóviles de lujo a la venta en el país.

- 1987 En marzo, se inicia la producción del Golf segunda generación, y en mayo arranca la producción del Jetta. En este mismo año se sustituye en la Combi el motor enfriado por aire por un motor 4 cil. en línea 1.8 L específico para México.

- 1988 En octubre, comienza la producción del Golf para los mercados de los Estados Unidos y Canadá.

- 1990 Se celebra la producción de Volkswagen número 2 millones ensamblados en México.

- 1991 El Passat se convierte en uno de los primeros automóviles importados a la venta en México.

- 1992 En febrero, se presenta la tercera generación del Golf. En ese mismo año, sale la unidad 21'000,000 del Sedán de las líneas de producción. El mes de noviembre toca la presentación de la tercera generación del Jetta.

- 1994 Se introduce el "Golf GTI" en su tercera generación. Ese mismo año comienzan sus exportaciones hacia Brasil. Durante el último trimestre comienzan las importaciones desde España del Derby.

- 1995 Durante el primer semestre, arranca la producción de dos modelos: El Derby (que sustituye a las unidades importadas desde España), y el "Golf Cabrio". Igualmente, se sustituye la producción de la Combi con unidades producidas en Brasil con especificaciones especiales para el mercado mexicano. Comienzan las exportaciones del Golf a Brasil y Argentina principalmente en su versión de 5 puertas.

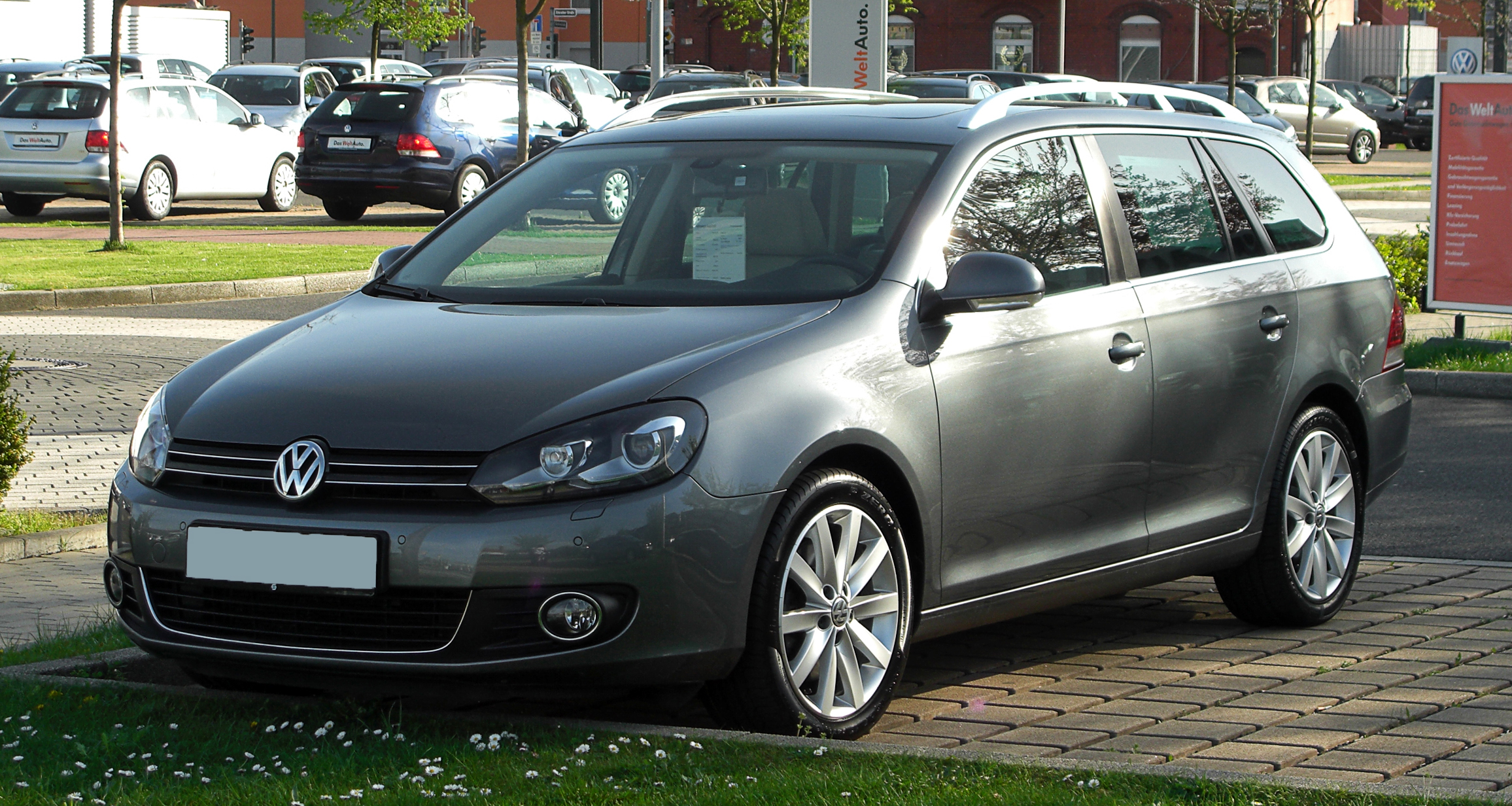
Volkswagen Golf Variant, también conocido en diferentes partes del mundo como Jetta Variant, Jetta SportWagen, Golf SportWagen o Vento Variant, es un modelo que distribuye Volkswagen de México en todo el mundo.

- 1997 Durante el segundo semestre, se inicia la producción del New Beetle. En este mismo año, se suma la marca Audi al Grupo Volkswagen en el mercado mexicano. A finales de este año, se sustituyen las unidades fabricadas en Puebla del Derby por unidades importadas desde España.

- 1998 Durante el primer semestre, se introduce el Pointer al mercado. Durante el segundo semestre se inicia la producción de la cuarta generación del Jetta y la importación de la cuarta generación del Passat. Volkswagen de México inicia la distribución de los automóviles de la marca Porsche en el país.

- 1999 El New Beetle es designado Auto del año en los Estados Unidos, dándose a conocer en el marco del Salón del Automóvil de Detroit. Se produce el Volkswagen número 4 millones en México.

- 2000 En este año, se alcanza una cifra récord de producción al llegar a las 425,703 unidades de los modelos Jetta, New Beetle, Golf Cabrio y Sedán. Comienza la importación de la cuarta generación del Golf desde Brasil.

- 2001 En este año, se suma la marca española SEAT a la presencia de Grupo Volkswagen en el mercado mexicano.

- 2002 Comienza la producción del "New Beetle Cabriolet". Igualmente, se sustituye la Combi por la EuroVan T4 importada desde Alemania. En este año se sustituye la importación del Derby desde España por unidades importadas ahora desde Argentina.

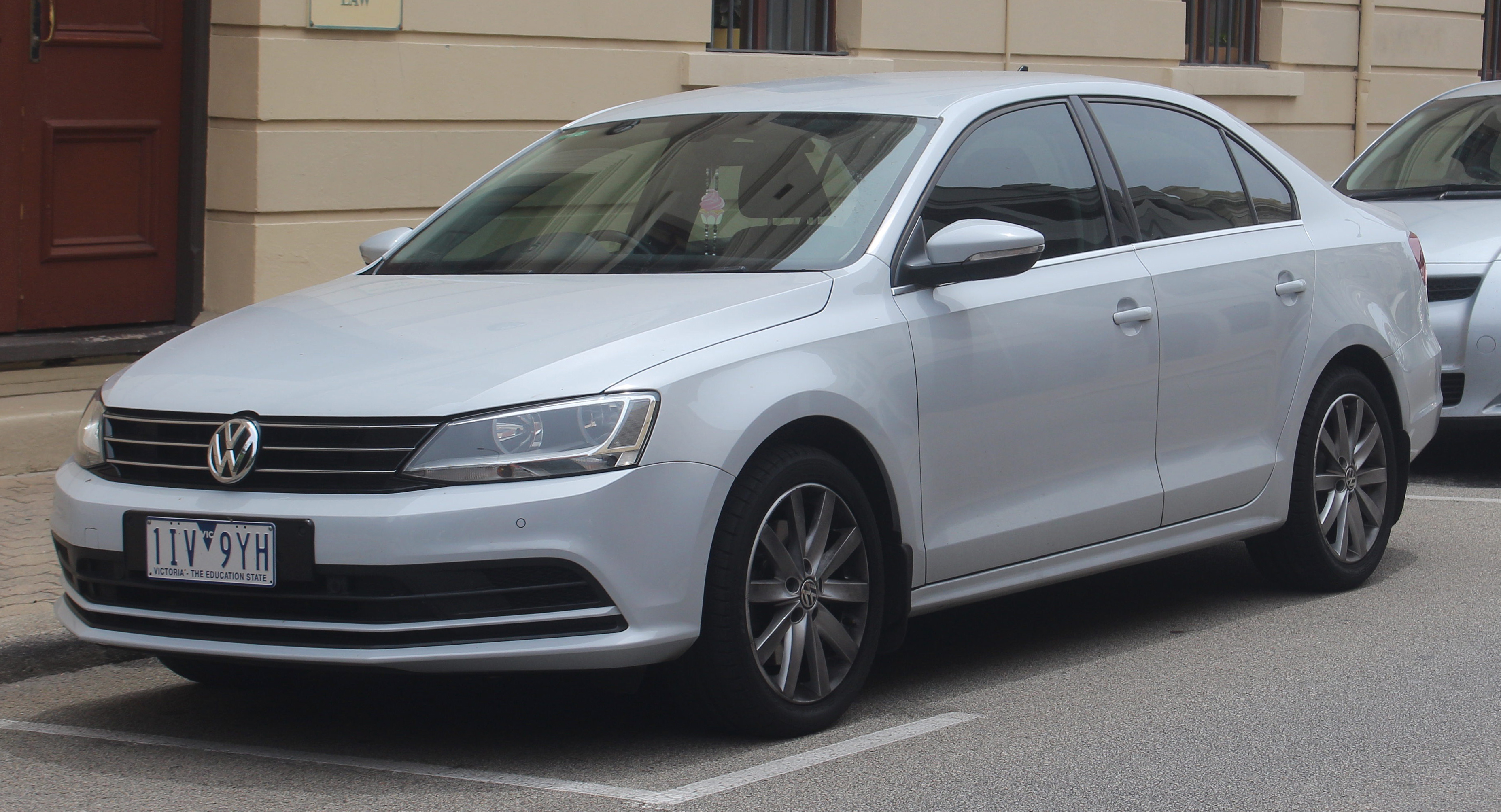
Volkswagen Jetta VI. Su mayor producción se centra en México, aunque se ensambla en otros países como Brasil o China, sus componentes son suministrados siempre por Volkswagen de México.

- 2003 El 30 de junio, termina la producción del Volkswagen Sedán (la planta de Volkswagen de México era el único lugar donde permanecía en producción desde el año 1996, sumando desde el año 1946 una cifra de 21'529,464 unidades producidas a nivel mundial. Comienza la importación del Polo desde Brasil. En noviembre, comienza la comercialización de Touareg, modelo Sport Utility que rompe con los moldes de automóviles de lujo en la marca Volkswagen.

- 2004 En septiembre, Volkswagen de México anuncia la producción de su automóvil 7'000,000. En noviembre comienza la producción del Jetta V (Bora, Vento o Sagitar)  según el mercado donde se comercialice.

- 2006 En este año, Volkswagen de México comienza la producción de Volkswagen Camiones & Autobuses en una nueva línea de producción en la planta de Puebla, con partes importadas de Brasil. Los modelos que se ofrecen desde ahora en el país son: el 8-150 E, 15-190 E, 17-250E, 24-250E de la gama Worker, y los modelos 8-150FEB y 17-210FEB de la gama Volksbus.

- 2007 Durante el primer semestre, arranca la producción de Golf Variant/Jetta-Bora SportWagen. Igualmente comienza la importación del Golf GTI en su quinta generación desde Alemania.

- 2008 En enero, se celebra el décimo aniversario del lanzamiento del New Beetle a los mercados internacionales y la unidad 1'000,000 de este modelo. A fines de septiembre, en el marco del Salón Internacional del Automóvil México se presentan los modelos Tiguan, Routan y Passat CC al mercado mexicano. En diciembre es presentado el Volkswagen Gol NF en variantes hatchback y sedán al mercado mexicano. Debido a la gran demanda en el sector de los camiones ligeros, se lanza el nuevo camión de la serie Worker 9-150E, complementando la gama actual. Al cierre del mismo año, Volkswagen de México alcanza un nuevo récord de producción histórico, al fabricar 450 mil 802 unidades.

- 2009 En agosto, se lanza al mercado el Eos como un coupé convertible de lujo, en una sola versión 2.0 T con 200 CV.con solo 300 unidades importadas de Alemania. En septiembre, se lanza Golf SportWagen, siendo básicamente un rediseño del Bora SportWagen, conservando las mismas características mecánicas y de equipamiento, asimismo se introduce la Gama Crafter en los vehículos Comerciales.

- 2010 Se revisa la gama y se hacen cambios menores de diseño al Jetta que recibe una nueva versión deportiva denominada Jetta GLI la cual porta el Motor 1.8 L Turbo de 180 CV acoplado a una transmisión Manual de 5 Velocidades o Tiptronic de 6, se introduce la pick up Volkswagen Amarok, así como el rediseño de Eurovan que a partir de ahora recibe el nombre original Volkswagen Transporter. En abril de este año, se inaugura la primera etapa de su nueva pista de pruebas en el municipio de Tepeyahualco, Puebla, que consta de una recta de 1.8 kilómetros y un edificio de servicios. En mayo, se celebró la producción del vehículo ocho millones. Esta nueva marca histórica correspondió a un Jetta TDI, modelo del que asimismo alcanzó la cifra de un millón de unidades producidas desde el año 2005. Durante el mes de julio, se lanza la sexta generación del Jetta a través de ua edición limitada a 2,010 unidades, aprobadas por el Gobierno Federal Mexicano para celebrar el Bicentenario de la independencia mexicana siendo llamado Volkswagen Jetta Edición Especial Bicentenario. Un mes después se comercializan las versiones regulares de este modelo. El Jetta de cuarta generación tiene una reorganización de versiones pasa a denominarse Volkswagen Clásico a partir de ahora. Igualmente se lanzan al mercado el rediseño de CrossFox y el Golf GTI se sexta generación.

- 2011 Durante el primer trimestre, son lanzadas las versiones más equipadas del Jetta, denominadas TDI y Sport. Se introducen la ediciones limitadas del Volkswagen Clásico denominadas "Clásico CL Team", "Clásico GL Team" y "Clásico GL Black Edition", basadas en el Clásico GL. En enero se inicia la construcción de una planta de motores en la ciudad de Silao, Guanajuato, mismos que estarán destinados principalmente a las plantas de Puebla y de Chattanooga, Tennessee en los Estados Unidos, siendo la primera vez que se construye una planta de Volkswagen de México fuera de Puebla. Durante el mes de agosto fueron introducido al mercado el Jetta GLI y del Volkswagen Beetle, que se promueve como "The 21st Century Beetle". En septiembre debutan el nuevo Passat NMS importado desde Estados Unidos, el rediseño de Tiguan, y el Golf GTI 35 Aniversario de edición limitada a 250 unidades, los tres como modelo 2012. Durante el ms de noviembre, el Beetle con motor 2.0 L Turbo se introduce al mercado mexicano. En diciembre se superan las 500,000 unidades producidas en un año.

- 2012 El 29 de mayo, se celebra la producción del vehículo 9 millones. El Jetta ha sido el modelo más producido con más de 4 millones de unidades en sus 6 generaciones. En el mes de septiembre se reintroduce al mercado mexicano el Golf 5 puertas, en una única versión "Golf Comfortline" manual de 6 velocidades y motor 1.4 L TSI de 160 CV importado desde Alemania. En noviembre se introducen la edición limitada "Beetle Fender", el rediseño del Gol, ahora disponible en versiones "Gol CL", "Gol GL" y "Gol GT", así como se reintroduce el Polo, esta vez como hatchback 5 puertas con motor 1.2 L TSI y 105 cf, transmisiones manual de 5 velocidades y DSG de 7, en versiones "Polo Comfortline" y "Polo Highline", importado desde España.

- 2013 El 15 de enero, se inaugura la planta de motores en la ciudad de Silao, Guanajuato, siendo la primera vez en que Volkswagen de México tiene fábricas fuera del estado de Puebla. Esta nueva fábrica es la planta número 100 del Grupo Volkswagen a nivel mundial. Con los motores TSI producidos en esta planta, Volkswagen abastecerá sus plantas de ensamble en Puebla y en Chattanooga, Estados Unidos.[8] En abril comienza la comercialización del Polo GTI importado desde España, ampliando la gama de este modelo en el país. En agosto se presenta Touareg Edición X como una edición especial de 120 unidades. En noviembre se presenta el Volkswagen Vento importado de la India con tres niveles de equipamiento y motores 1.6L de 105 CV o 1.6 TDI de 120 CV.

- 2014 Durante el mes de enero, se anuncia el inicio de la producción del Volkswagen Golf 7 en la planta de Puebla, que inicialmente se exportará en su totalidad a diversos mercados del continente americano. En marzo se importa Volkswagen Kombi Last Edition desde Brasil en una edición especial de 50 unidades. En mayo, para conmemorar el 50 aniversario de la constitución de Volkswagen de México, S.A. de C.V., se inauguró un monumento en el cual se incorporan los Volkswagen Sedán, Volkswagen New Beetle, y del Volkswagen Beetle. Se forma el proyecto Think Blue, el cual implica colaboración con el gobierno del estado de Puebla para implementar mejoras en cuanto a ecología y medio ambiente. Igualmente se da a conocer que la segunda generación de Volkswagen Tiguan será incorporada a la producción mexicana durante el segundo semestre de 2016.

- 2016 A finales de enero, se lanza al mercado nacional el Up! importado desde Brasil en cuatro versiones distintas con una muy agresiva campaña al mercado mexicano.

- 2017 A mediados del año 2016, ya como modelos 2017 Gol, Gol Sedán y Saveiro reciben su segundo Face-Lift para el mercado mexicano, sufriendo una reorganización en las versiones y el equipamiento, pero principalmente reciben una mejora en la Seguridad, agregando frenos ABS y bolsas de aire frontales ya como equipamiento de serie en todas las versiones, hasta el modelo 2016 estos aditamentos sólo estaban disponible como opción en el “Paquete Seguridad” para los 3 modelos, con un costo aproximado de $15,000 Pesos extra al costo del auto.

- 2018 Debido a las bajas ventas, el modelo Touareg se despide del mercado mexicano con una última edición limitada llamada “Touraeg Wolfsburg Edition”, montando un motor V6 TDI con 245HP y sistema de tracción “4Motion” en un total de 5 colores diferentes; “Azul Arrecife”, “Plata Réflex”, “Blanco Puro”, “Gris Canyon” y “Negro Profundo”.

## Presidentes de Volkswagen de México
- 1964 - 1985 Hans H. Barschkis  El Sr. Barschkis fue pionero del lanzamiento de la industria automotriz alemana en Latinoamérica. Cuando se constituyó Volkswagen de México S.A. de C.V. el 15 de enero de 1964, fue el primer Presidente del Consejo Ejecutivo de la empresa.
- 1986 - 1993 Martin Josephi  Laboró en Volkswagen de México de finales desde la década de los años 60s hasta el año 1993, durante los 25 años de mayor crecimiento de la empresa. En el año 1986, se convirtió en su primer y único presidente mexicano.
- 1993 - 1996 Juan Manuel Rodríguez Jado  Ingresó al Grupo Volkswagen en el año 1984 en la marca española SEAT como gerente de exportaciones. En abril del año 1993, asumió la Presidencia del Consejo Ejecutivo de Volkswagen de México.
- 1996 - 2002 Bernd Leissner  El Dr. Bernd Leissner inició su historia en el Grupo Volkswagen en el año 1970, como colaborador en el Departamento de Organización en la planta de Wolfsburg, Alemania. En el año 1996, fue nombrado el Presidente del Consejo Ejecutivo, y bajo su liderazgo se rompieron varios récords de producción, ventas y exportación, y Volkswagen de México se consolidó como proveedor mundial de automóviles como el New Beetle y Jetta A4.
- 2002 - 2004 Reinhard Jung  Se incorporó al Grupo Volkswagen en el año 1974 en Volkswagen AG en el área de Proyectos Extranjeros. En marzo del año 2002, llegó a México para ser nombrado Presidente del Consejo Ejecutivo de Volkswagen de México.
- 2004 - 2011 Otto Lindner  Ingresó a la marca Audi en el año 1993. En el año 2004, se trasladó a la casa matriz de Audi en Ingolstadt, Alemania, tomando el cargo de director de esa planta. En el mismo año, arribó a México tras ser nombrado Presidente del Consejo Ejecutivo de Volkswagen de México.
- 2011 - 2018 Andreas Hinrichs  Cuenta con más de 25 años de experiencia en el Grupo Volkswagen durante los cuales ha ocupado diversos cargos en las plantas de Wolfsburg, Alemania y en Volkswagen Autoeuropa, Portugal. A partir del año 2011, asumió la presidencia ejecutiva de Volkswagen de México.
- 2018 - a la fecha Steffen Reiche  Previamente, ocupó el cargo de director de producción para la planta de SEAT, en Martorell.